# Héctor Bosio
Héctor Pedro Juan Bosio Bertolotti (San Fernando, 1 de outubro de 1958), mais conhecido como Zeta Bosio, é um músico de rock, produtor musical e DJ argentino.
Foi o baixista da mítica e influente banda de rock em espanhol Soda Stereo. Devido a isso, é considerado um dos músicos mais importantes do rock latino e no rock em espanhol, junto com seus ex-companheiros de banda Gustavo Cerati e Charly Alberti. Ele também foi baixista da banda La Ley entre 2013 e 2014.

## Biografia musical

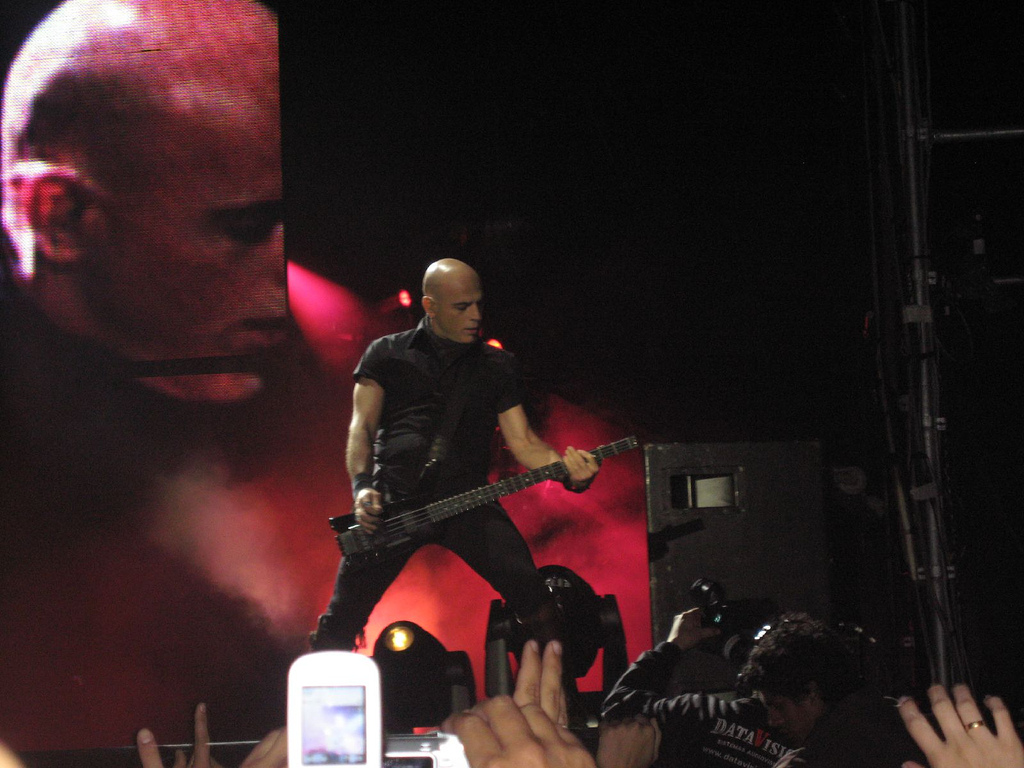
Soda Stereo em Lima, Peru. 2007

Entrou em contato com a música aos 11 anos, quando escutou pela primeira vez The Beatles e se decidiu a aprender a tocar baixo com os discos.
Enquanto estava no colégio formou duas bandas: "Agua" e "La Banda de San Francisco". Entrou para a Marinha e com seu primeiro salário comprou um baixo em Porto Rico. Na marinha integrou a orquestra y melhorou seus conhecimentos musicais:
"Toquei todo tipo de música, desde salsa até canções árabes."
Quando voltou à Buenos Aires entrou para estudar publicidade na Universidade de El Salvador e formou parte do grupo "The Morgan", uma boa banda integrada também por Sandra Baylac, Hugo Dop, Christian Hansen, Pablo Rodríguez, Charly Amato, Osvaldo Kaplan e Andrés Calamaro, com a que chegaram a tocar no famoso programa estudantil "Feliz Domingo", no Canal 9. The Morgan chegou a editar um single com o tema Lanza Perfume de Rita Lee. 
Em 1979 conheceu Gustavo Cerati na universidade, mas ainda não sendo amigos. No verão de 1982 ambos
coincidieron en
Punta del Este (Uruguai): Cerati com seu grupo Sauvage e Bosio com The Morgan. Depois, Cerati e Bosio estabeleceram um estreito vínculo musical e de amizade, que os levou a começar a tocar juntos.
Gustavo e Héctor compartilhavam os mesmos gostos e sonhos musicais e começaram uma busca para entrar num grupo de punk rock inspirado no The Police (que tinha ido à Argentina neste ano), com temas próprios em espanhol. Primeiro Cerati entrou no The Morgan e logo formaram o grupo Stress (junto a Charly Amato e o baterista Pablo Guadalupe) o Proyecto Erekto (junto a Andrés Calamaro), que não cumpriram suas expectativas. Pouco depois Gustavo e Zeta decidiram visitar Charly Alberti (filho do famoso percussionista Tito Alberti e quatro anos mais novo que Bosio), para escutá-lo tocar na bateria de seu pai. Ali se formou o Soda Stereo, que estreou publicamente em julho de 1983.
No Soda Stereo, Zeta se encarregava do baixo e vocais de apoio. Também tocou violão e Chapman stick.
O Soda Stereo se separou em setembro de 1997 e a partir desse momento Zeta se dedicou à divulgação de grupos, primeiro pelo site Proyecto Under, logo sendo gerente do selo da Sony Music Argentina e faz alguns anos que administra seu próprio selo Alerta Discos.
Em 2005, 2006 e 2007, conduziu um programa de televisão chamado Rock Road no canal argentino Much Music. Este programa é transmitido pelo canal chileno Vía X. Além disso, nos sábados, Bosio apresenta o Keep Rockin na Radio Rock & Pop.
Foi também baixista convidado na banda argentina Catupecu Machu, devido ao acidente de carro sofrido por Gabriel Ruiz Díaz. 
Em junho de 2007, o Soda Stereo anunciu sua volta com uma turnê. Entre outubro e dezembro desse ano, Zeta Bosio e o Soda Stereo tocam por toda América Latina, quebrando mais uma vez todos os recordes, numa turnê que foi chamada Me verás volver. 
Zeta e seus companheiros do Soda Stereo voltaram aos seus projetos pessoais depois deste reencontro, sem descartar alguma próxima reunião no futuro. Zeta, além de Keep Rockin, realiza toca como DJ em diversos lugares da América Latina, chamada Live Sessions, onde mostra sua versatilidade nas pistas. No contexto da música eletrônica, dance e Dancefloor (que declarou que são estilos musicais que o fascinam), além de ser DJ, tem planos de lançar um disco próprio com suas mixagens e composições.
Participou no festival norte-americano Lollapalooza (que saiu pela primeira vez dos Estados Unidos) que foi realizado no Chile em abril de 2011. 
Também faz parte jurados do programa de talentos chileno, Factor X.

## Vida Pessoal
Bosio está separado de Silvina Mansilla, com quem tem 3 filhos: Simón, Juan Bautista e Jaime (Tobías faleceu em julho de 1994).
Nos primeiros dias de outubro se casou em segredo com Estefanía Iracet, modelo argentina 28 anos mais jovem que ele.

## Equipamento

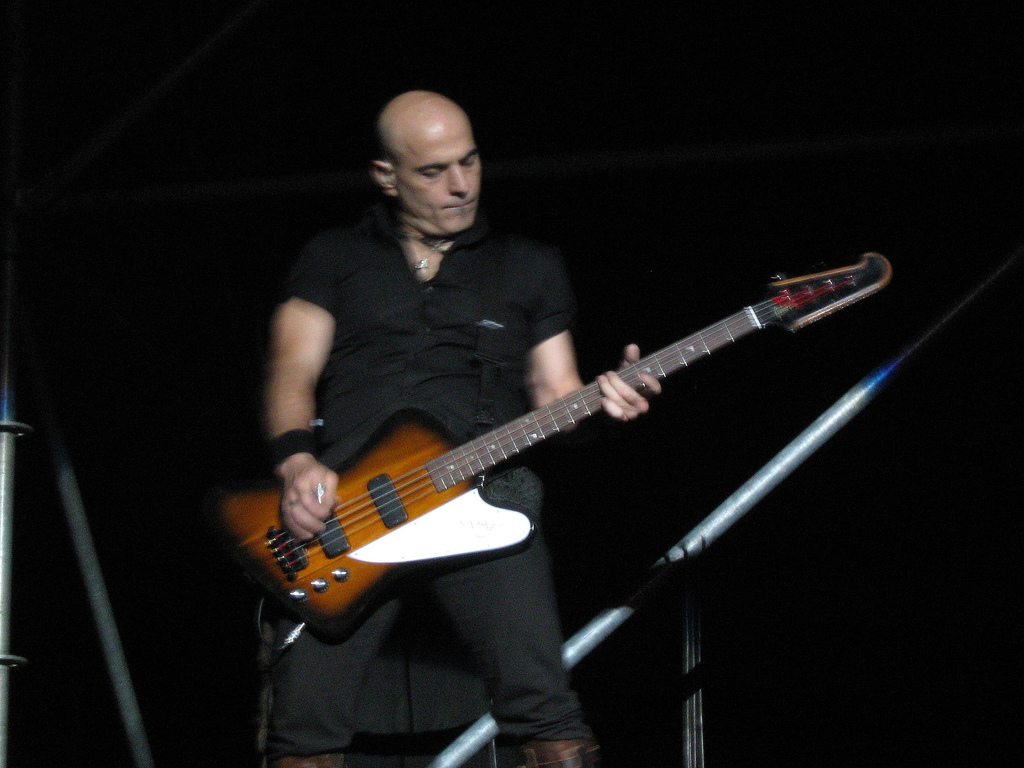
Héctor Bosio tocando ao vivo com o Soda Stereo em Santiago de Chile, no Estadio Nacional em 24 de outubro de 2007

Possui uma grande coleção de baixos, os quais utilizou durante sua carreira com Soda Stereo, entre eles estão:
- 1.  Fender Precision Bass Olympic White
- 2.  Fender Precision Bass Candy Apple Red
- 3.  Rickenbacker 4001 Mapleglo
- 4.  Gibson Thunderbird Vintage Sunburst
- 5.  Steinberger L series Black
- 6.  Kubicki Ex Factor Bass Trans Violet
- 7.  Fender Precision Bass Sunbusrt
- 8.  Fender Precision Bass Butterscotch Blonde
- 9.  Standard Chapman Stick 10 Stings

## Live Sessions - Zeta Bosio
- 22/04/2008 - Red Bull Music Academy | San José | Costa Rica
- 19/04/2008 - Red Bull Music Academy | Panamá
- 18/04/2008 - Red Bull Music Academy | Panamá
- 16/04/2008 - Red Bull Music Academy | Honduras
- 14/04/2008 - Red Bull Music Academy | El Salvador
- 12/04/2008 - Red Bull Music Academy | Guatemala
- 28/03/2008 - Miami Dance Music Awards | Miami | Estados Unidos
- 28/03/2008 - Bongo’s Cuban Cafe (atrás da American Airlines Arena) | Miami | Estados Unidos
- 28/03/2008 - Miami Beach Resort & Spa | Miami | Estados Unidos
- 28/03/2008 - Winter Music Conference | Miami | Estados Unidos
- 26/03/2008 - American Airlines Arena | Miami | Estados Unidos
- 26/03/2008 - Bongo’s Cuban Cafe | Miami | Estados Unidos
- 20/03/2008 - Zeta Bosio | SOHO | Rosario | Argentina
- 08/03/2008 - Galápagos | Equador (Sem confirmar)
- 07/03/2008 - Quito | Equador (Sem confirmar)
- 06/03/2008 - Guayaquil | Equador (Sem confirmar)
- 29/02/2008 - Zeta Bosio | Salón Plaza Real | Caracas | Venezuela (Suspendido)
- 23/02/2008 - Kimica | Neuquén | Argentina
- 22/02/2008 - Óptimo | Mendoza | Argentina
- 16/02/2008 - Live! Concert | Colegiales | Argentina
- 15/02/2008 - Crobar | Palermo | Argentina
- 08/02/2008 - Peteco's | Lomas de Zamora | Argentina
- 24/01/2008 - Ku Disco | Pinamar | Argentina
- 22/01/2008 - Pueblo Límite | Villa Gesell | Argentina
- 18/01/2008 - Deep Club | Pinamar | Argentina
- 13/01/2008 - Personal Beach | José Ignacio | Uruguai
- 10/01/2008 - Terrazas American Express | Pinamar | Argentina

Fonte: My Space de Zeta Bosio

## Produção no Soda Stereo
Héctor Bosio se encarregou da produção musical dos seguintes discos:
- Nada Personal (1985) (Junto a Gustavo Cerati e Charly Alberti)
- Signos (1986) (Junto a Gustavo Cerati e Charly Alberti)
- Ruido Blanco (1987) (Junto a Gustavo Cerati e Charly Alberti)
- Languis (1989) (Junto a Gustavo Cerati e Charly Alberti)
- Canción Animal (1990) (Junto a Gustavo Cerati)
- Rex Mix (1991) (Junto a Gustavo Cerati)
- Dynamo (1992) (Junto a Gustavo Cerati)
- Zona de Promesas (1993) (Junto a Gustavo Cerati)
- Sueño Stereo (1995) (Junto a Gustavo Cerati)

## Participações em outros projetos
- Baixo em Amor Amarillo (Gustavo Cerati) (1993)
- Baixo na canção "Bajo el mismo cielo" (1000 en vivos, Pericos) (2000)
- Catupecu Machu (En vivo, en reemplazo del ausente Gabriel Ruiz Diaz) (2006)

## Produção musical de outras bandas
- Peligrosos Gorriones (1992)
- Aguirre (1992)
- Compilou o Nación Hip Hop
- Oisin
- Charlie 3
- Ana Volena
- San Camaleón
- Baixo e vocal de apoio no disco Patéalo (1998) do Los Adefesios.
- Baixo e vocal de apoio no Catupecu Machu em várias apresentações ao vivo (2006 - 2007) (por cause do acidente do baixista original, Gabriel Ruíz Díaz)